# Football Club Chiasso 2022-2023
Questa voce raccoglie le informazioni riguardanti il Football Club Chiasso nelle competizioni ufficiali della stagione 2022-2023.

## Stagione
Nella stagione 2022-2023 il Chiasso, allenato da Luigi Tirapelle, concluse il campionato di Promotion League al 18º posto. In Coppa Svizzera il Chiasso fu eliminato al primo turno dal Rotkreuz.

## Rosa
| N. |                        | Ruolo | Calciatore        |
| -- | ---------------------- | ----- | ----------------- |
| 5  | Italia (bandiera)      | D     | Cristian Anelli   |
| 6  | Italia (bandiera)      | D     | Stefano Pani      |
| 10 | Italia (bandiera)      | C     | Federico Gentile  |
| 21 | Stati Uniti (bandiera) | C     | Massimo Mannino   |
| 24 | Inghilterra (bandiera) | C     | Joseph Taktouk    |
| 27 | Italia (bandiera)      | A     | Christian Spadoni |
| 29 | Italia (bandiera)      | A     | Andrea Dragonetti |

| N. |                     | Ruolo | Calciatore             |
| -- | ------------------- | ----- | ---------------------- |
| 89 | Svizzera (bandiera) | D     | Michel Morganella      |
| 99 | Italia (bandiera)   | A     | Max Conti              |
|    | Italia (bandiera)   | P     | Manuel Nicoletti       |
|    | Svizzera (bandiera) | C     | Matteo Botta           |
|    | Italia (bandiera)   | C     | Hamza Hamidou Boureima |
|    | Francia (bandiera)  | C     | Junior Nzila           |
|    | Italia (bandiera)   | A     | Hassen Haddad          |

## Organigramma societario
Area tecnica
- Allenatore: Luigi Tirapelle
- Allenatore in seconda: Roberto Cau
- Preparatore dei portieri:
- Preparatori atletici: Mattia Bianchi

## Calciomercato

### Sessione estiva
| Acquisti | Acquisti            | Acquisti           | Acquisti |
| R.       | Nome                | da                 | Modalità |
| -------- | ------------------- | ------------------ | -------- |
| C        | Adeai Assis         | Lugano II          |          |
| C        | Nathan Mbengi       | Grasshoppers U18   |          |
| C        | Noah Kamé Ekué      | Yverdon            |          |
| A        | Christian Spadoni   | Biancavilla        |          |
| A        | Daniel Bezziccheri  | Pro Sesto          |          |
| C        | Matteo Botta        | Leça               |          |
| D        | Brandon Onkony      | Helsingør          |          |
| P        | Rosario Rizzitano   | Castrovillari      |          |
| A        | Seo Mattei          | Gambarogno-Contone |          |
| D        | Stefano Pani        | Seregno            |          |
| A        | Matteo Ortolani     | Ternana            |          |
| D        | Cristian Anelli     | Seregno            |          |
| C        | Federico Gentile    | Seregno            |          |
| D        | Nicola Turi         | Taranto            |          |
| D        | Jakob Pálsson       | Venezia            |          |
| C        | Mattia Perissinotto | Venezia U19        |          |
| A        | Joaquin Gimenez     | Novazzano          |          |
| A        | Matteo Martorana    | Lugano II          |          |
| C        | Felipe Ronchetti    | Carsko Selo        |          |
| C        | Nicola Zagaria      | Potenza            |          |

| Cessioni | Cessioni           | Cessioni    | Cessioni |
| R.       | Nome               | a           | Modalità |
| -------- | ------------------ | ----------- | -------- |
| A        | Ranjan Neelakandan | Bellinzona  |          |
| C        | Luca Manzolini     | Renate      |          |
| P        | Marco Bragotto     | Renate U19  |          |
| A        | Joaquin Gimenez    | YF Juventus |          |
| C        | Pedro Teixeira     | Bienne      |          |
| P        | Lucio Soldini      | Melide      |          |
| D        | Daniel Pavlović    | Basilea II  |          |
| C        | Andrea Maccoppi    | Lugano II   |          |
| A        | Mohamad Alshikh    | Lugano      |          |
| A        | Michel de Jesus    | Lugano      |          |
| D        | Noah De Queiroz    | Lugano      |          |
| D        | Stevan Lujic       | Aarau       |          |
| D        | Aris Sörensen      | Yverdon     |          |
| C        | Armend Zahaj       | Lugano II   |          |

### Sessione invernale
| Acquisti | Acquisti | Acquisti | Acquisti |
| R.       | Nome     | da       | Modalità |
| -------- | -------- | -------- | -------- |

| Cessioni | Cessioni            | Cessioni                | Cessioni |
| R.       | Nome                | a                       | Modalità |
| -------- | ------------------- | ----------------------- | -------- |
| P        | Nicolo Abazi        | Bellinzona              |          |
| C        | Adeai Assis         | Naters                  |          |
| A        | Carte Said          | Paradiso                |          |
| A        | Matteo Martorana    | Coffrane                |          |
| C        | Nathan Mbengi       | Losanna U18             |          |
| P        | Miodrag Mitrovič    | Paradiso                |          |
| D        | Brandon Onkony      | Stade Lausanne-Ouchy    |          |
| P        | Rosario Rizzitano   | Seregno                 |          |
| A        | Seo Mattei          | Taverne                 |          |
| A        | Carlo Manicone      | Kriens                  |          |
| A        | Evans Maurin        | Yverdon                 |          |
| C        | Boris Mpon          | Schötz                  |          |
| C        | David Stefanovic    | Paradiso                |          |
| C        | Noah Kamé Ekué      | Étoile Carouge          |          |
| A        | Matteo Ortolani     | Ternana                 |          |
| D        | Jakob Pálsson       | Venezia                 |          |
| A        | Daniel Bezziccheri  | Latina                  |          |
| C        | Mattia Perissinotto | Venezia U19             |          |
| D        | Joseph Ambassa      | Losanna U21             |          |
| A        | Rilind Nivokazi     | Rapperswil-Jona         |          |
| C        | Felipe Ronchetti    | Instituto de Córdoba II |          |

## Risultati

### Promotion League

#### andata
| Bulle 6 agosto 2022, ore 17:00 CEST 1ª giornata                               | Bulle     | – annullata referto       | Chiasso | Stade de Bouleyres (909 spett.) |
| \| \| \| \| \| Golliard 43’, 75’ \| Marcatori \| 37’ Martorana 79’ Ambassa \| |           |                           |         |                                 |
|                                                                               |           |                           |         |                                 |
| Golliard 43’, 75’                                                             | Marcatori | 37’ Martorana 79’ Ambassa |         |                                 |

| Chiasso 13 agosto 2022, ore 16:00 CEST 2ª giornata | Chiasso | – annullata referto | Bienne | Stadio comunale Riva IV (440 spett.)\| Arbitro: \| Tester \| |
| Arbitro:                                           | Tester  |                     |        |                                                              |

| Arbitro: | Rogalla |

|                                 |           |                                |
| Giampà 29’, 75’ Jakovljević 31’ | Marcatori | 45’ Nivokazi 77’ (aut.) Franek |

| Chiasso 27 agosto 2022, ore 16:00 CEST 4ª giornata                      | Chiasso   | – annullata referto | Kriens | Stadio comunale Riva IV (440 spett.) |
| \| \| \| \| \| Martorana 34’ Gentile 90’ \| Marcatori \| 35’ Gjidoda \| |           |                     |        |                                      |
|                                                                         |           |                     |        |                                      |
| Martorana 34’ Gentile 90’                                               | Marcatori | 35’ Gjidoda         |        |                                      |

| San Gallo 3 settembre 2022, ore 17:00 CEST 5ª giornata   | San Gallo II | – annullata referto | Chiasso | Stadio Espenmoos (170 spett.) |
| \| \| \| \| \| Cavegn 4’ \| Marcatori \| 69’ Manicone \| |              |                     |         |                               |
|                                                          |              |                     |         |                               |
| Cavegn 4’                                                | Marcatori    | 69’ Manicone        |         |                               |

| Arbitro: | Jaussi |

|                                      |           |              |
| Ortolani 26’ Manicone 37’ Valeau 45’ | Marcatori | 72’ De Donno |

| Cham 17 settembre 2022, ore 16:00 CEST 7ª giornata | Cham      | – annullata referto | Chiasso | Stadio Eizmoos (280 spett.) |
| \| \| \| \| \| \| Marcatori \| 15’ Mattei \|       |           |                     |         |                             |
|                                                    |           |                     |         |                             |
|                                                    | Marcatori | 15’ Mattei          |         |                             |

| Chiasso 24 settembre 2022, ore 16:00 CEST 8ª giornata | Chiasso   | – annullata referto | Basilea II | Stadio comunale Riva IV (220 spett.) |
| \| \| \| \| \| Manicone 55’ \| Marcatori \| \|        |           |                     |            |                                      |
|                                                       |           |                     |            |                                      |
| Manicone 55’                                          | Marcatori |                     |            |                                      |

| Arbitro: | Schmölzer |

|                       |           |                 |
| Gomis 18’ Escorza 83’ | Marcatori | 24’ Bezziccheri |

| Zurigo 8 ottobre 2022, ore 16:00 CEST 10ª giornata                  | YF Juventus | – annullata referto    | Chiasso | Juchhof 1 (100 spett.) |
| \| \| \| \| \| Janett 13’ \| Marcatori \| 26’, 57’, 86’ Nivokazi \| |             |                        |         |                        |
|                                                                     |             |                        |         |                        |
| Janett 13’                                                          | Marcatori   | 26’, 57’, 86’ Nivokazi |         |                        |

| Chiasso 15 ottobre 2022, ore 16:00 CEST 11ª giornata          | Chiasso   | – annullata referto | Lucerna II | Stadio comunale Riva IV (200 spett.) |
| \| \| \| \| \| Mattei 34’ Perissinotto 68’ \| Marcatori \| \| |           |                     |            |                                      |
|                                                               |           |                     |            |                                      |
| Mattei 34’ Perissinotto 68’                                   | Marcatori |                     |            |                                      |

| Arbitro: | Rogalla |

|           |           |  |
| Konan 22’ | Marcatori |  |

| Chiasso 22 ottobre 2022, ore 16:00 CEST 13ª giornata    | Chiasso   | – annullata referto | Zurigo II | Stadio comunale Riva IV (240 spett.) |
| \| \| \| \| \| Pani 33’ Manicone 77’ \| Marcatori \| \| |           |                     |           |                                      |
|                                                         |           |                     |           |                                      |
| Pani 33’ Manicone 77’                                   | Marcatori |                     |           |                                      |

| San Gallo 29 ottobre 2022, ore 16:00 CEST 14ª giornata       | Brühl     | – annullata referto        | Chiasso | Paul-Grüninger-Stadion (580 spett.) |
| \| \| \| \| \| \| Marcatori \| 22’ Ronchetti 38’ Manicone \| |           |                            |         |                                     |
|                                                              |           |                            |         |                                     |
|                                                              | Marcatori | 22’ Ronchetti 38’ Manicone |         |                                     |

| Chiasso 5 novembre 2022, ore 16:00 CET 15ª giornata   | Chiasso   | – annullata referto | Bavois | Stadio comunale Riva IV (200 spett.) |
| \| \| \| \| \| \| Marcatori \| 12’ Zeneli 64’ Tabi \| |           |                     |        |                                      |
|                                                       |           |                     |        |                                      |
|                                                       | Marcatori | 12’ Zeneli 64’ Tabi |        |                                      |

| Carouge 12 novembre 2022, ore 17:00 CET 16ª giornata                            | Étoile Carouge | – annullata referto | Chiasso | Fontenette (578 spett.) |
| \| \| \| \| \| Vieira 40’ Simbakoli 52’ Sestito 85’ \| Marcatori \| 44’ Pani \| |                |                     |         |                         |
|                                                                                 |                |                     |         |                         |
| Vieira 40’ Simbakoli 52’ Sestito 85’                                            | Marcatori      | 44’ Pani            |         |                         |

| Chiasso 19 novembre 2022, ore 16:00 CET 17ª giornata                  | Chiasso   | – annullata referto | Breitenrain | Stadio comunale Riva IV (225 spett.) |
| \| \| \| \| \| Gentile 3’ Nivokazi 82’ \| Marcatori \| 85’ Chatton \| |           |                     |             |                                      |
|                                                                       |           |                     |             |                                      |
| Gentile 3’ Nivokazi 82’                                               | Marcatori | 85’ Chatton         |             |                                      |

#### ritorno
| Chiasso 26 novembre 2022, ore 16:00 CET 18ª giornata        | Chiasso   | – annullata referto | Bulle | Stadio comunale Riva IV (220 spett.) |
| \| \| \| \| \| Perissinotto 43’ Said 67’ \| Marcatori \| \| |           |                     |       |                                      |
|                                                             |           |                     |       |                                      |
| Perissinotto 43’ Said 67’                                   | Marcatori |                     |       |                                      |

| Bienne 19 febbraio 2023, ore CET 19ª giornata | Bienne | 0 – 0 referto | Chiasso | Tissot Arena |

| Chiasso 25 febbraio 2023, ore CET 20ª giornata | Chiasso | 0 – 0 referto | Baden | Stadio comunale Riva IV |

| Kriens 4 marzo 2023, ore CET 21ª giornata | Kriens | 0 – 0 referto | Chiasso | Stadion Kleinfeld |

| Chiasso 11 marzo 2023, ore CET 22ª giornata | Chiasso | 0 – 0 referto | San Gallo II | Stadio comunale Riva IV |

| Berna 18 marzo 2023, ore CET 23ª giornata | Young Boys II | 0 – 0 referto | Chiasso | Stadio Wankdorf |

| Chiasso 25 marzo 2023, ore CET 24ª giornata | Chiasso | 0 – 0 referto | Cham | Stadio comunale Riva IV |

| Basilea 1º aprile 2023, ore CEST 25ª giornata | Basilea II | 0 – 0 referto | Chiasso | Leichtathletikstadion St. Jakob |

| Chiasso 8 aprile 2023, ore CEST 26ª giornata | Chiasso | 0 – 0 referto | Stade Nyonnais | Stadio comunale Riva IV |

| Chiasso 15 aprile 2023, ore CEST 27ª giornata | Chiasso | 0 – 0 referto | YF Juventus | Stadio comunale Riva IV |

| 19 aprile 2023, ore CEST 28ª giornata | Lucerna II | 0 – 0 referto | Chiasso |  |

| Chiasso 22 aprile 2023, ore CEST 29ª giornata | Chiasso | 0 – 0 referto | Rapperswil-Jona | Stadio comunale Riva IV |

| Zurigo 29 aprile 2023, ore CEST 30ª giornata | Zurigo II | 0 – 0 referto | Chiasso | Sportanlage Heerenschürli |

| Chiasso 6 maggio 2023, ore CEST 31ª giornata | Chiasso | 0 – 0 referto | Brühl | Stadio comunale Riva IV |

| Bavois 13 maggio 2023, ore CEST 32ª giornata | Bavois | 0 – 0 referto | Chiasso | Terrains Les Peupliers |

| Chiasso 20 maggio 2023, ore CEST 33ª giornata | Chiasso | 0 – 0 referto | Étoile Carouge | Stadio comunale Riva IV |

| Berna 27 maggio 2023, ore CEST 34ª giornata | Breitenrain | 0 – 0 referto | Chiasso | Stadio Spitalacker |

### Coppa Svizzera
| Arbitro: | Bannwart |

|                                        |           |  |
| Guto 14’ (rig.) Allou 33’ Krasniqi 81’ | Marcatori |  |

## Statistiche

### Statistiche di squadra
| Competizione     | Punti | In casa | In casa | In casa | In casa | In casa | In casa | In trasferta | In trasferta | In trasferta | In trasferta | In trasferta | In trasferta | Totale | Totale | Totale | Totale | Totale | Totale | DR |
| Competizione     | Punti | G       | V       | N       | P       | Gf      | Gs      | G            | V            | N            | P            | Gf           | Gs           | G      | V      | N      | P      | Gf     | Gs     | DR |
| ---------------- | ----- | ------- | ------- | ------- | ------- | ------- | ------- | ------------ | ------------ | ------------ | ------------ | ------------ | ------------ | ------ | ------ | ------ | ------ | ------ | ------ | -- |
| Promotion League | 16    | 8       | 0       | 8       | 0       | 0       | 0       | 8            | 0            | 8            | 0            | 0            | 0            | 16     | 0      | 16     | 0      | 0      | 0      | 0  |
| Coppa Svizzera   | -     | 0       | 0       | 0       | 0       | 0       | 0       | 1            | 0            | 0            | 1            | 0            | 3            | 1      | 0      | 0      | 1      | 0      | 3      | -3 |
| Totale           | 16    | 8       | 0       | 8       | 0       | 0       | 0       | 9            | 0            | 8            | 1            | 0            | 3            | 17     | 0      | 16     | 1      | 0      | 3      | -3 |

### Andamento in campionato
| Giornata  | 1  | 2  | 3  | 4  | 5  | 6  | 7  | 8  | 9  | 10 | 11 | 12 | 13 | 14 | 15 | 16 | 17 | 18 | 19 | 20 | 21 | 22 | 23 | 24 | 25 | 26 | 27 | 28 | 29 | 30 | 31 | 32 | 33 | 34 |
| --------- | -- | -- | -- | -- | -- | -- | -- | -- | -- | -- | -- | -- | -- | -- | -- | -- | -- | -- | -- | -- | -- | -- | -- | -- | -- | -- | -- | -- | -- | -- | -- | -- | -- | -- |
| Luogo     | T  | C  | T  | C  | T  | C  | T  | C  | T  | T  | C  | T  | C  | T  | C  | T  | C  | C  | T  | C  | T  | C  | T  | C  | T  | C  | C  | T  | C  | T  | C  | T  | C  | T  |
| Risultato |    |    |    |    |    |    |    |    |    |    |    |    |    |    |    |    |    |    | N  | N  | N  | N  | N  | N  | N  | N  | N  | N  | N  | N  | N  | N  | N  | N  |
| Posizione | 10 | 14 | 16 | 16 | 17 | 17 | 18 | 18 | 18 | 18 | 18 | 18 | 18 | 18 | 18 | 18 | 18 | 18 | 18 | 18 | 18 | 18 | 18 | 18 | 18 | 18 | 18 | 18 | 18 | 18 | 18 | 18 | 18 | 18 |

Legenda:

Luogo: C = Casa; T = Trasferta. Risultato: V = Vittoria; N = Pareggio; P = Sconfitta.

### Statistiche dei giocatori
| Giocatore       | Promotion League | Promotion League | Promotion League | Promotion League | Coppa Svizzera | Coppa Svizzera | Coppa Svizzera | Coppa Svizzera | Totale   | Totale | Totale      | Totale     |
| Giocatore       | Presenze         | Reti             | Ammonizioni      | Espulsioni       | Presenze       | Reti           | Ammonizioni    | Espulsioni     | Presenze | Reti   | Ammonizioni | Espulsioni |
| --------------- | ---------------- | ---------------- | ---------------- | ---------------- | -------------- | -------------- | -------------- | -------------- | -------- | ------ | ----------- | ---------- |
| N. Abazi        | 1                | 0                | 0                | 0                | 0              | 0              | 0              | 0              | 1        | 0      | 0           | 0          |
| J. Ambassa      | 5                | 1                | 0                | 0                | 1              | 0              | 0              | 0              | 6        | 1      | 0           | 0          |
| C. Anelli       | 12               | 0                | 6                | 1                | 1              | 0              | 1              | 0              | 13       | 0      | 7           | 1          |
| A. Assis        | 1                | 0                | 0                | 0                | 0              | 0              | 0              | 0              | 1        | 0      | 0           | 0          |
| D. Bezziccheri  | 13               | 1                | 6                | 0                | 1              | 0              | 1              | 0              | 14       | 1      | 7           | 0          |
| M. Botta        | 0                | 0                | 0                | 0                | 0              | 0              | 0              | 0              | 0        | 0      | 0           | 0          |
| H. Boureima     | 0                | 0                | 0                | 0                | 0              | 0              | 0              | 0              | 0        | 0      | 0           | 0          |
| M. Conti        | 0                | 0                | 0                | 0                | 0              | 0              | 0              | 0              | 0        | 0      | 0           | 0          |
| A. Dragonetti   | 2                | 0                | 0                | 1                | 0              | 0              | 0              | 0              | 2        | 0      | 0           | 1          |
| N. Ekué         | 12               | 0                | 4                | 0                | 0              | 0              | 0              | 0              | 12       | 0      | 4           | 0          |
| F. Gentile      | 10               | 2                | 6                | 1                | 1              | 0              | 0              | 0              | 11       | 2      | 6           | 1          |
| H. Haddad       | 1                | 0                | 0                | 0                | 0              | 0              | 0              | 0              | 1        | 0      | 0           | 0          |
| C. Manicone     | 13               | 5                | 4                | 0                | 0              | 0              | 0              | 0              | 13       | 5      | 4           | 0          |
| M. Mannino      | 0                | 0                | 0                | 0                | 0              | 0              | 0              | 0              | 0        | 0      | 0           | 0          |
| L. Manzolini    | 0                | 0                | 0                | 0                | 0              | 0              | 0              | 0              | 0        | 0      | 0           | 0          |
| M. Martorana    | 18               | 2                | 3                | 0                | 1              | 0              | 0              | 0              | 19       | 2      | 3           | 0          |
| S. Mattei       | 18               | 2                | 3                | 0                | 1              | 0              | 0              | 0              | 19       | 2      | 3           | 0          |
| E. Maurin       | 2                | 0                | 0                | 0                | 1              | 0              | 0              | 0              | 3        | 0      | 0           | 0          |
| N. Mbengi       | 6                | 0                | 0                | 0                | 0              | 0              | 0              | 0              | 6        | 0      | 0           | 0          |
| M. Mitrovič     | 17               | 0                | 2                | 0                | 1              | 0              | 0              | 0              | 18       | 0      | 2           | 0          |
| S. Molinaro     | 0                | 0                | 0                | 0                | 0              | 0              | 0              | 0              | 0        | 0      | 0           | 0          |
| M. Morganella   | 3                | 0                | 0                | 1                | 1              | 0              | 0              | 0              | 4        | 0      | 0           | 1          |
| B. Mpon         | 9                | 0                | 3                | 0                | 1              | 0              | 0              | 1              | 10       | 0      | 3           | 1          |
| R. Neelakandan  | 1                | 0                | 0                | 0                | 0              | 0              | 0              | 0              | 1        | 0      | 0           | 0          |
| M. Nicoletti    | 0                | 0                | 0                | 0                | 0              | 0              | 0              | 0              | 0        | 0      | 0           | 0          |
| R. Nivokazi     | 10               | 5                | 4                | 1                | 0              | 0              | 0              | 0              | 10       | 5      | 4           | 1          |
| J. Nzila        | 0                | 0                | 0                | 0                | 0              | 0              | 0              | 0              | 0        | 0      | 0           | 0          |
| B. Onkony       | 15               | 0                | 5                | 0                | 1              | 0              | 1              | 0              | 16       | 0      | 6           | 0          |
| M. Ortolani     | 13               | 1                | 1                | 0                | 0              | 0              | 0              | 0              | 13       | 1      | 1           | 0          |
| S. Pani         | 12               | 2                | 1                | 1                | 0              | 0              | 0              | 0              | 12       | 2      | 1           | 1          |
| L. Peres        | 2                | 0                | 0                | 0                | 0              | 0              | 0              | 0              | 2        | 0      | 0           | 0          |
| M. Perissinotto | 13               | 2                | 6                | 0                | 1              | 0              | 0              | 0              | 14       | 2      | 6           | 0          |
| J. Pálsson      | 5                | 0                | 0                | 0                | 0              | 0              | 0              | 0              | 5        | 0      | 0           | 0          |
| R. Rizzitano    | 0                | 0                | 0                | 0                | 0              | 0              | 0              | 0              | 0        | 0      | 0           | 0          |
| F. Ronchetti    | 12               | 1                | 3                | 0                | 1              | 0              | 0              | 0              | 13       | 1      | 3           | 0          |
| C. Said         | 5                | 1                | 2                | 0                | 0              | 0              | 0              | 0              | 5        | 1      | 2           | 0          |
| C. Spadoni      | 4                | 0                | 0                | 0                | 0              | 0              | 0              | 0              | 4        | 0      | 0           | 0          |
| D. Stefanovic   | 17               | 0                | 3                | 0                | 1              | 0              | 0              | 0              | 18       | 0      | 3           | 0          |
| J. Taktouk      | 0                | 0                | 0                | 0                | 0              | 0              | 0              | 0              | 0        | 0      | 0           | 0          |
| N. Turi         | 9                | 0                | 6                | 1                | 0              | 0              | 0              | 0              | 9        | 0      | 6           | 1          |
| L. Valeau       | 2                | 1                | 0                | 0                | 0              | 0              | 0              | 0              | 2        | 1      | 0           | 0          |
| N. Zagaria      | 0                | 0                | 0                | 0                | 0              | 0              | 0              | 0              | 0        | 0      | 0           | 0          |